# Mont-Bernanchon British Cemetery
Mont-Bernanchon British Cemetery is een Britse militaire begraafplaats met gesneuvelden uit de beide wereldoorlogen, gelegen in de Franse gemeente Gonnehem (Pas-de-Calais). De begraafplaats ligt 2 km ten noordoosten van het gemeentehuis, net binnen de gemeentegrens en 550 m ten zuidwesten van het dorpscentrum van Mont-Bernanchon. De begraafplaats werd ontworpen door William Cowlishaw en is vanaf de Route de Béthune bereikbaar via een pad van 75 m. Het terrein heeft een L-vormig grondplan en is omgeven door een bakstenen muur. Het Cross of Sacrifice staat in de zuidelijke hoek. De begraafplaats wordt onderhouden door de Commonwealth War Graves Commission. 
Er liggen 166 Britse gesneuvelden uit de Eerste Wereldoorlog en 2 uit de Tweede Wereldoorlog begraven. Er liggen ook 2 niet geïdentificeerde Fransen.

## Geschiedenis
De Duitse opmars werd tijdens hun lenteoffensief in april 1918 aan de Leie, iets ten oosten van het dorp tot staan gebracht. De begraafplaats werd toen door de 2nd Lancashire Fusiliers gestart en verder door gevechtseenheden en het XIII Corps Burial Officer gebruikt tot augustus 1918. Alle slachtoffers uit de Eerste Wereldoorlog vielen tussen 14 april en 21 augustus 1918.
De 2 slachtoffers uit de Tweede Wereldoorlog vielen in mei 1940 tijdens de hevige gevechten voor de verdediging van het kanaal naar La Bassée en de achterhoedegevechten om de terugtrekking van het Britse expeditieleger naar Duinkerke veilig te stellen.

## Onderscheiden militairen
- Christopher Bentley Meadows, onderluitenant bij het King's Own (Royal Lancaster Regiment) en Rowland William Theodore Thorowgood, luitenant bij het Royal Warwickshire Regiment werden onderscheiden met het Military Cross (MC).
- sergeant William Vaughan Watkins van de Somerset Light Infantry en korporaal B. Kenyon van de Royal Engineers werden onderscheiden met de Distinguished Conduct Medal (DCM).
- onderluitenant A.M. Ruston, de korporaals James Towler en Thomas Edward Bridson en soldaat Charlie Bull ontvingen de Military Medal (MM).